# Una mattina
Una mattina és un àlbum d'estudi del compositor i pianista italià Ludovico Einaudi, publicat el 2004.
En aquest àlbum està la cançó «Una mattina», la qual va formar part de la banda sonora de la pel·lícula francesa Intocable.

## Antecedents
El compositor ha escrit sobre aquest àlbum:
| «                   | Se qualcuno mi chiedesse di questo album, gli direi che è una raccolta di canzoni legate tra loro da una storia. Ma a differenza degli altri miei album non appartiene ad un tempo remoto, parla di me adesso, della mia vita, delle cose che mi circondano. Del mio piano che ho soprannominato Tagore, dei miei figli Jessica e Leo, del tappeto kilim arancione che illumina il soggiorno, delle nuvole che passano lente come navi nel cielo, del sole che entra dalla finestra, della musica che ascolto, dei libri che leggo e di quelli che non leggo, dei miei ricordi, dei miei amici e delle persone che amo. | Si algú em preguntés sobre aquest àlbum, els diria que és un recull de cançons lligades entre si per una història. Però, a diferència dels meus altres àlbums, no pertany a un temps llunyà, parla de mi actualment, de la meva vida, de les coses que m’envolten. Del meu pis que he anomenat "Tagore", dels meus fills Jessica i Leo, de la catifa taronja kilim que il·lumina la sala d'estar, dels núvols que passen lentament com vaixells al cel, del sol que entra per la finestra, de la música que escolto, dels llibres que llegeixo i dels que no llegeixo, dels meus records, dels meus amics i de les persones que estimo. | » |
| — Ludovico Einaudi, | | |   |

Per a tres de les tretze peces d'aquest àlbum (específicament, «Resta amb em», «A fuoco» i «DNA»), Einaudi va comptar amb l'acompanyament de Marc Decimo al violoncel.

## Llista de cançons
Totes les cançons foren compostes per Ludovico Einaudi.
| Núm. | Títol            | Durada |
| ---- | ---------------- | ------ |
| 1.   | «Una mattina»    | 3:26   |
| 2.   | «Ora»            | 7:57   |
| 3.   | «Resta con me»   | 4:57   |
| 4.   | «Leo»            | 5:10   |
| 5.   | «A fuoco»        | 4:32   |
| 6.   | «Dolce droga»    | 3:38   |
| 7.   | «Dietro casa»    | 3:53   |
| 8.   | «Come un fiore»  | 4:28   |
| 9.   | «DNA»            | 3:43   |
| 10.  | «Nuvole nere»    | 5:04   |
| 11.  | «Questa volta»   | 4:35   |
| 12.  | «Nuvole bianche» | 5:57   |
| 13.  | «Ancora»         | 12:09  |

## Llistes
| Llista           | Màx posició |
| ---------------- | ----------- |
| Ultratop Flandes | 200         |
| FIMI             | 33          |

| Llista                | Pos. màx. |
| --------------------- | --------- |
| (SNEP)                | 49        |
| (Single Top 100)      | 97        |
| (Schweizer Hitparade) | 73        |